# Changxin
Changxin (kinesiska: 长新乡, 长新) är en socken i Kina. Den ligger i provinsen Sichuan, i den sydvästra delen av landet, omkring 480 kilometer söder om provinshuvudstaden Chengdu. Antalet invånare är 3 928. Befolkningen består av 1 755 kvinnor och 2 173 män. Barn under 15 år utgör 21,0 %, vuxna 15-64 år 66 %, och äldre över 65 år 11,0 %.
Genomsnittlig årsnederbörd är 1 040 millimeter. Den regnigaste månaden är juli, med i genomsnitt 231 mm nederbörd, och den torraste är mars, med 15 mm nederbörd.